# ウリゲラ
ウリゲラ（学名：Uhligella）は、前期白亜紀（後期アプチアンから前期アルビアン）に絶滅した頭足類の属。アンモナイト亜綱デスモセラス科に含まれる。
ウリゲラは、腹部が広くまたは狭く丸みを帯びた渦で、初期の渦には強弱の筋状の肋があるが、外側の渦は滑らかである。
ウリゲラはベウダンティセラスを起源とする可能性があり、またそれ以前に近縁属のズルチェレラが存在した。

## 分布
ウリゲラの化石は、アルゼンチン、コロンビア（ヒロ層、トリマ県、ラ・グアヒーラ県）、フランス、マダガスカル、メキシコ、モロッコ、イギリス、アメリカ（アーカンソー州）、ベネズエラで発見されている。